# 美國摩爾人科學聖殿

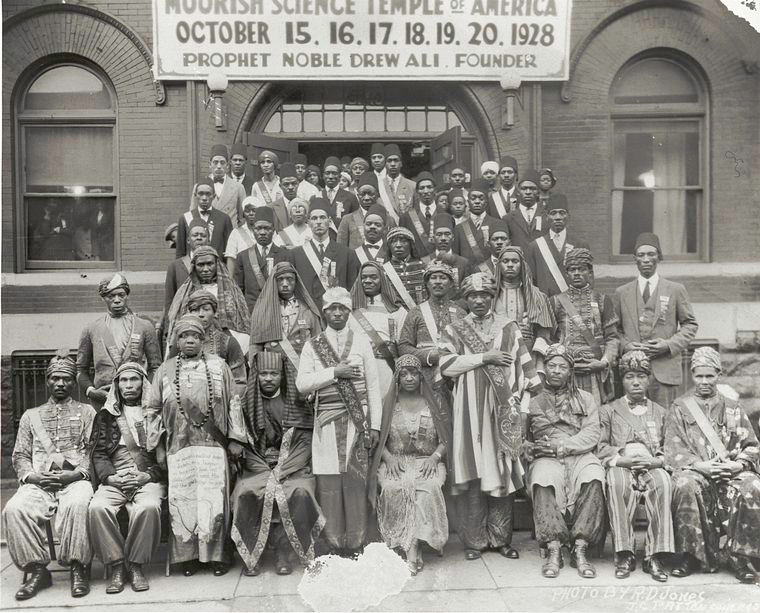
參加1928年在芝加哥举行的美國摩爾人科學聖殿會議的与会者

美国摩尔人科学聖殿（Moorish Science Temple of America）是由諾布爾·德魯·阿里於1913年创立的美国组织，總部位於美國馬里蘭州巴爾的摩。他認為非裔美国人是摩押人的后裔，因此国籍應是摩尔人。阿里認為，摩爾人的活動地區以摩洛哥為中心。美國摩爾人科學聖殿的成員信仰伊斯兰教。